# John Kundla
John Albert Kundla (* 3. Juli 1916 in Star Junction, Pennsylvania; † 23. Juli 2017 in Minneapolis, Minnesota) war ein US-amerikanischer Basketballtrainer.
Zwischen 1947 und 1959 trainierte er die Minneapolis Lakers in der nordamerikanischen Profiliga NBA sowie deren Vorgängerligen BAA und NBL. Mit dem Team um George Mikan gewann er sechs Meisterschaften in den jeweiligen Ligen (je eine in NBL/BAA, vier in der NBA). Er ist einer von drei Trainern, die mit ihren Teams drei Meisterschaften in Serie gewannen (die anderen beiden sind Red Auerbach und Phil Jackson).
Nachdem seine NBA-Trainerkarriere 1959 geendet hatte, trainierte Kundla bis 1968 die Mannschaft der University of Minnesota. Seit dem 15. Mai 1995 ist er Mitglied der Naismith Memorial Basketball Hall of Fame. Er wurde 1996 anlässlich des 50-jährigen Bestehens der NBA von ausgewählten Journalisten unter die 10 besten NBA-Trainer aller Zeiten gewählt.